# Ritratto d'uomo col petrarchino
Il Ritratto d'uomo col petrarchino è un dipinto a olio su tavola (66x31 cm) di Francesco Mazzola, detto il Parmigianino, databile al 1524 circa e conservato in una collezione privata.

## Storia e descrizione
L'opera venne assegnata al Parmigianino solo nel 1981, da Philip Poncey, attribuzione confermata dal Beguin (2000 e 2001) e da Mario Di Giampaolo. L'unica proposta di identificazione avanzata (Beguin) vede nell'opera una somiglianza con gli autoritratti dell'autore, come l'Autoritratto entro uno specchio convesso. Sul retro si legge l'iscrizione a penna: "1528 a dì p.° di / marzo, ora di anni 28", con un timbro con le chiavi papali e il numero due: nonostante ciò, la critica ha datato l'opera piuttosto al 1524, prima della partenza del pittore per Roma, per analogie con altri ritratti di quel periodo, quali il Galeazzo Sanvitale e il collezionista: il protagonista, ritratto a mezza figura su uno sfondo verde su cui proietta l'ombra, ha infatti il volto fortemente illuminato, che crea una superficie liscia e compatta, quasi smaltata, in contrasto con l'effetto soffice e scuro della lunga barba e della capigliatura. L'uomo indossa un'ampia casacca nera e un berretto dello stesso colore, la tonalità preferita dalle classi agiate nel primo scorcio del secolo XVI (poiché molto costoso) e tiene in mano i guanti sfilati e un "petrarchino" cioè un'edizione del Canzoniere di Francesco Petrarca, il cui nome è accennato in lettere dorate sulla copertina. Le mani, chiarissime,  non sono in ottime condizioni di conservazione. L'abito, l'anello dorato al dito, e soprattutto il libro denotano l'alto livello culturale e sociale dell'effigiato. Nel fondo intorno al profilo superiore del copricapo sono evidenti le tracce di un pentimento rivolto alla riduzione delle dimensioni del berretto stesso.